# Los Naranjos Fraccionamiento
Los Naranjos Fraccionamiento är en ort i Mexiko.   Den ligger i kommunen Heroica Ciudad de Huajuapan de León och delstaten Oaxaca, i den sydöstra delen av landet, 230 km sydost om huvudstaden Mexico City. Los Naranjos Fraccionamiento ligger 1 591 meter över havet och antalet invånare är 615.
Terrängen runt Los Naranjos Fraccionamiento är huvudsakligen kuperad, men den allra närmaste omgivningen är platt. Los Naranjos Fraccionamiento ligger nere i en dal. Runt Los Naranjos Fraccionamiento är det ganska glesbefolkat, med 24 invånare per kvadratkilometer. Närmaste större samhälle är Ciudad de Huajuapan de León, 2,5 km norr om Los Naranjos Fraccionamiento. I omgivningarna runt Los Naranjos Fraccionamiento växer huvudsakligen savannskog.